# G. William Miller
George William Miller, född 9 mars 1925 i Sapulpa, Oklahoma, död 17 mars 2006 i Washington, D.C., var en amerikansk politiker som tjänstgjorde som ordförande för Federal Reserve (centralbankschef) 1978–1979 och därefter som USA:s finansminister fram till 1981.

## Biografi
G. William Miller föddes i Sapulpa i Oklahoma och utexaminerades 1945 från United States Coast Guard Academy. Efter fyra år som officer i den amerikanska kustbevakningen United States Coast Guard inledde han sina juridikstudier vid University of California, Berkeley. Han avlade 1952 juristexamen och anställdes av den välrenommerade advokatbyrån Cravath, Swaine & Moore i New York. Han anställdes 1956 av Textron, Inc. och avancerade med åren till företagets verkställande direktör.
Miller tjänstgjorde 1978–1979 som ordförande för USA:s federala centralbank Federal Reserve. I augusti 1979 utnämndes han till USA:s finansminister, ett ämbete som han innehade till slutet av Jimmy Carters mandatperiod som USA:s president i januari 1981.